# Brackets
A Brackets ingyenes nyílt forráskódú szöveg- és forráskódszerkesztő melyet HTML-ben, CSS-ben és JavaScriptben írtak kifejezetten webfejlesztéshez. A programot az Adobe fejlesztette és karbantartása a GitHub-on történik. A Brackets elérhető Macintosh, Linux és Windows platformokra.
2021. szeptember 1-én az Adobe befejezte a támogatást.

## Kiemelt tulajdonságai
- Gyors szerkesztési mód
- Élő előnézet
- JSLint
- LESS támogatás
- nyílt forráskódú